# The Mill Sessions
The Mill Sessions är en tv-serie som produceras i Finland. I serien kommer kända artister till The Mill Studio för att spela den musik som betyder mest för dem. Serien kan ses på IPTV via telekom-operatören Elisa och via tv-kanalen The Voice. Programmet har även en hemsida och en egen YouTube-kanal. Artister som hittills medverkat är Laura Närhi och bandet Jazzminster Abbey. En första säsong spelades in i april 2011.